# 乐宗茂
乐宗茂，浙江仁和（今浙江杭州）人，明朝政治人物。

## 生平
天順三年（1459年），乐宗茂舉己卯科浙江鄉試，成化八年（1472年）登壬辰科进士。歷福建侯官縣知縣。弘治元年（1488年）任直隸上海县知县。因食河豚中毒身亡。